# GABRD
GABRD (англ. Gamma-aminobutyric acid type A receptor delta subunit) – білок, який кодується однойменним геном, розташованим у людей на короткому плечі 1-ї хромосоми.  Довжина поліпептидного ланцюга білка становить 452 амінокислот, а молекулярна маса — 50 708.
| 10         |  | 20         |  | 30         |  | 40         |  | 50         |
| ---------- |  | ---------- |  | ---------- |  | ---------- |  | ---------- |
| MDAPARLLAP |  | LLLLCAQQLR |  | GTRAMNDIGD |  | YVGSNLEISW |  | LPNLDGLIAG |
| YARNFRPGIG |  | GPPVNVALAL |  | EVASIDHISE |  | ANMEYTMTVF |  | LHQSWRDSRL |
| SYNHTNETLG |  | LDSRFVDKLW |  | LPDTFIVNAK |  | SAWFHDVTVE |  | NKLIRLQPDG |
| VILYSIRITS |  | TVACDMDLAK |  | YPMDEQECML |  | DLESYGYSSE |  | DIVYYWSESQ |
| EHIHGLDKLQ |  | LAQFTITSYR |  | FTTELMNFKS |  | AGQFPRLSLH |  | FHLRRNRGVY |
| IIQSYMPSVL |  | LVAMSWVSFW |  | ISQAAVPARV |  | SLGITTVLTM |  | TTLMVSARSS |
| LPRASAIKAL |  | DVYFWICYVF |  | VFAALVEYAF |  | AHFNADYRKK |  | QKAKVKVSRP |
| RAEMDVRNAI |  | VLFSLSAAGV |  | TQELAISRRQ |  | RRVPGNLMGS |  | YRSVGVETGE |
| TKKEGAARSG |  | GQGGIRARLR |  | PIDADTIDIY |  | ARAVFPAAFA |  | AVNVIYWAAY |
| AM         |  |            |  |            |  |            |  |            |

A: Аланін

C: Цистеїн

D: Аспарагінова кислота

E: Глутамінова кислота

F: Фенілаланін

G: Гліцин

H: Гістидин

I: Ізолейцин

K: Лізин

L: Лейцин

M: Метіонін

N: Аспарагін

P: Пролін

Q: Глутамін

R: Аргінін

S: Серин

T: Треонін

V: Валін

W: Триптофан

Кодований геном білок за функціями належить до іонних каналів, хлорних каналів, фосфопротеїнів. 
Задіяний у таких біологічних процесах як транспорт іонів, транспорт, поліморфізм. 
Білок має сайт для зв'язування з хлоридом. 
Локалізований у клітинній мембрані, мембрані, клітинних контактах, синапсах.